# مجدول مهام ويندوز
مجدول المهام (بالإنجليزية: Task Scheduler) أو (المهام المُجدولة سابقًا)  هو مجدول مهام في مايكروسوفت ويندوز يقوم بتشغيل برامج الكمبيوتر أو البرامج النصية في أوقات محددة مسبقًا أو بعد فترات زمنية محددة.   قدمت مايكروسوفت هذا المكون في Microsoft Plus! لنظام التشغيل Windows 95 باسم System Agent.  مكونه الأساسي هو خدمة Windows التي تحمل نفس الاسم.  البنية الأساسية لمجدول مهام Windows هي الأساس لميزة المهام المجدولة في Windows PowerShell المقدمة مع PowerShell v3. 
يمكن مقارنة مُجدول المهام بـ cron أو anacron على أنظمة التشغيل الشبيهة بيونكس. لا ينبغي الخلط بين هذه الخدمة والمُجدول ، وهو مُكوّن أساسي في نواة نظام التشغيل، يُخصّص موارد وحدة المعالجة المركزية للعمليات الجارية.